# Wołodymyr Jerochin
Wołodymyr Mykytowycz Jerochin, ukr. Володимир Микитович Єрохін, ros. Владимир Никитович Ерохин, Władimir Nikitowicz Jerochin (ur. 10 kwietnia 1930 w Moskwie, Rosyjska FSRR, zmarł 6 października 1996 w Kijowie) – ukraiński piłkarz pochodzenia rosyjskiego, grający na pozycji prawego obrońcy, reprezentant ZSRR, trener piłkarski.

## Kariera piłkarska

### Kariera klubowa
Zaczął grać w drużynie Dynamo Mukaczewo, gdzie zauważyli go trenerzy Dynama Kijów podczas jednego z kontrolnych meczów. W 1953 został służbowo przeniesiony do stołecznego Dynama Kijów. W 1954 zadebiutował w pierwszym zespole Dynama Kijów. W 1961 rozegrał tylko 2 gry, w związku z czym w następnym roku przeniósł się do Awanharda Tarnopol. W 1964 zakończył swoją karierę piłkarską.

### Kariera reprezentacyjna
W 1958 był powołany do reprezentacji Związku Radzieckiego na turniej finałowy mistrzostw świata. Ale nie zagrał żadnego meczu.

## Kariera trenerska
Po zakończeniu kariery zawodniczej pracował jako trener. W latach 1991–1996 pełnił funkcję dyrektora drużyny weteranów Dynama Kijów. 6 października 1996 zmarł w Kijowie w wieku 66 lat.

## Sukcesy i odznaczenia

### Sukcesy klubowe
- wicemistrz ZSRR: 1960

### Sukcesy reprezentacyjne
- uczestnik Mistrzostw Świata: 1958

### Odznaczenia
- tytuł Mistrza Sportu ZSRR: 1959